# 吴荷娜
吴荷娜（韓語：오하나，韓語發音：[o.ɦa.na]；1985年1月8日—）是一位来自韩国的女子击剑运动员。她曾在2012年夏季奥林匹克运动会获得女子团体花剑铜牌。她也曾两次获得亚洲运动会女子团体花剑金牌。